# Frente Democrática para a Reunificação da Coreia
A Frente Democrática para a Reunificação da Coreia, também conhecida como Frente Democrática para a Reunificação da Pátria (FDRP), ou Frente da Pátria, formada em 22 de julho de 1946, é uma frente popular norte-coreana liderada pelo Partido dos Trabalhadores da Coreia (PTC). Era inicialmente chamada Frente Democrática Unida da Pátria da Coreia do Norte.
Inicialmente 72 partidos e organizações sociais do Norte e do Sul da península compunham a frente. Hoje tem 24 membros. Os três partidos políticos da Coreia do Norte — o PTC, o Partido Social-Democrata da Coreia e o Partido Chondoista Chongu — participam todos na frente. As quatro organizações de massa mais importantes — a Liga da Juventude Socialista Patriótica, o União Socialista das Mulheres da Coreia, a Federação Geral dos Sindicatos da Coreia e o Sindicato dos Trabalhadores Agrícolas da Coreia — também são membros. A União das Crianças da Coreia também é uma organização membro.
Todos os candidatos a cargos eletivos devem ser membros da frente e são eleitos por ela; reuniões de massa são realizadas para decidir quais candidatos serão nomeados e seus nomes podem ir na cédula eleitoral apenas com a aprovação da reunião. Na prática, entretanto, os partidos menores e as organizações de massa na frente são completamente subservientes ao PTC. O PTC é, portanto, capaz de predeterminar a composição da Assembleia Popular Suprema (ASP).
Existe uma equivalente ostensiva sul-coreana para a FDRP, conhecida como Frente Democrática Nacional Anti-Imperialista, que opera na Coreia do Sul (de jure) e na Coreia do Norte (de facto).
O atual presidente e secretário-geral do Comitê Central da FDRP é Pak Myong-chol. Outras pessoas em seu presidium incluem Ri Kil-song e Kim Wan-su.

## Membros

### Partidos políticos
| Nome (abreviação) | Nome (abreviação)                                                        | Emblema | Ideologia                   | Fundação                | Assentos na APS (2014) | Ref           |
| ----------------- | ------------------------------------------------------------------------ | ------- | --------------------------- | ----------------------- | ---------------------- | ------------- |
|                   | Partido dos Trabalhadores da Coreia 조선로동당 Chosŏn Rodongdang         |         | Juche Songun                | 29 de julho de 1946     | 607 / 687              | [ 13 ] [ 14 ] |
|                   | Partido Social-Democrata da Coreia 조선사회민주당 Chosŏn Sahoe Minjudang |         | Social-democracia (de jure) | 3 de novembro de 1945   | 50 / 687               | [ 15 ] [ 14 ] |
|                   | Partido Chondoista Chongu 천도교청우당 Ch'ŏndogyo Ch'ŏngudang            |         | Interesses chendoístas      | 18 de fevereiro de 1946 | 22 / 687               | [ 16 ] [ 14 ] |
|                   | Chongryon 총련                                                           |         | Interesses Zainichi         | 30 de março de 1950     | 6 / 687                | [ 17 ]        |

1. ↑  Chongryon não é um partido político, mas envia membros à Assembleia Popular Suprema para representar a organização como parte da Frente Democrática.[carece de fontes?]

### Outras organizações
| Organização                                     | Emblema | Nome em coreano          | Fundação                | Ref           |
| ----------------------------------------------- | ------- | ------------------------ | ----------------------- | ------------- |
| Liga da Juventude Socialista Patriótica         |         | 사회주의애국청년동맹     | 17 de janeiro de 1946   | [ 18 ]        |
| União Socialista das Mulheres da Coreia         |         | 조선사회주의녀성동맹     | 18 de novembro de 1945  | [ 19 ]        |
| Federação Geral dos Sindicatos da Coreia        |         | 조선직업총동맹           | 30 de novembro de 1945  | [ 20 ]        |
| Sindicato dos Trabalhadores Agrícolas da Coreia |         | 조선농업근로자동맹       | 31 de janeiro de 1946   | [ 20 ]        |
| União das Crianças da Coreia                    |         | 조선소년단               | 6 de junho de 1946      | [ 21 ]        |
| União de Jornalistas da Coreia                  |         | 조선기자동맹             | 10 de fereveiro de 1946 | [ 22 ] [ 23 ] |
| Federação Coreana de Literatura e Artes         |         | 조선문학예술총동맹       | 25 de março de 1946     | [ 22 ] [ 24 ] |
| Federação Cristã da Coreia                      |         | 조선그리스도교연맹       | 28 de novembro de 1946  | [ 25 ] [ 26 ] |
| Associação Católica Coreana                     |         | 조선카톨릭교협회         | 30 de junho de 1988     | [ 27 ] [ 28 ] |
| Federação Budista Coreana                       |         | 조선불교도련맹           | 26 de dezembro de 1945  | [ 27 ] [ 29 ] |
| Comitê de Orientação Central Chosun Cheondogyo  |         | 조선천도교중앙지도위원회 | 1 de fevereiro de 1946  | [ 27 ] [ 30 ] |

## Histórico eleitoral

### Eleições na Assembleia Popular Suprema
| Eleições | %      | Assentos  | +/–     | Posição | Governo                                    |
| -------- | ------ | --------- | ------- | ------- | ------------------------------------------ |
| 1948     | 98.49% | 572 / 572 | 572     | 1ª      | Coalizão legal única sob o controle do PTC |
| 1957     | 99.92% | 215 / 215 | 357     | 1ª      | Coalizão legal única sob o controle do PTC |
| 1962     | 100%   | 383 / 383 | 168     | 1ª      | Coalizão legal única sob o controle do PTC |
| 1967     | 100%   | 457 / 457 | 74      | 1ª      | Coalizão legal única sob o controle do PTC |
| 1972     | 100%   | 541 / 541 | 84      | 1ª      | Coalizão legal única sob o controle do PTC |
| 1977     | 100%   | 579 / 579 | 38      | 1ª      | Coalizão legal única sob o controle do PTC |
| 1982     | 100%   | 615 / 615 | 36      | 1ª      | Coalizão legal única sob o controle do PTC |
| 1986     | 100%   | 655 / 655 | 40      | 1ª      | Coalizão legal única sob o controle do PTC |
| 1990     | 100%   | 687 / 687 | 32      | 1ª      | Coalizão legal única sob o controle do PTC |
| 1998     | 100%   | 687 / 687 | Estável | 1ª      | Coalizão legal única sob o controle do PTC |
| 2003     | 100%   | 687 / 687 | Estável | 1ª      | Coalizão legal única sob o controle do PTC |
| 2009     | 100%   | 687 / 687 | Estável | 1ª      | Coalizão legal única sob o controle do PTC |
| 2014     | 100%   | 687 / 687 | Estável | 1ª      | Coalizão legal única sob o controle do PTC |
| 2019     | 100%   | 687 / 687 | Estável | 1ª      | Coalizão legal única sob o controle do PTC |